# Nicholas Kazan
Nicholas Kazan (Nueva York, 15 de septiembre de 1945) es un guionista, director y productor de cine grecoestadounidense.

## Biografía
Kazan es hijo del director Elia Kazan y su primera mujer, la guionista Molly Kazan (nombre de soltera, Mary Day Thacher). A través de su madre, Kazan es descendiente de los directores de Yale, Thomas Anthony Thacher, Jeremiah Day y del fundador Roger Sherman.
Como dramaturgo, Kazan estrenó su obra Mlle. God (2011) en Los Ángeles con el Ensemble Studio Theatre-LA. Una comedia negra, reinventa el personaje de "Lulu" de Frank Wedekind. Kazan dijo que se inspiró «sobre todo en la luminosa interpretación cósmica de Louise Brooks» del personaje.

## Vida personal
En 1984, Kazan se casó con la guionista Robin Swicord. Sus hijas son las actrices Zoe Kazan y Maya Kazan.

## Filmography
- Frances (1982) (junto a Christopher De Vore y Eric Bergren)
- Hombres frente a frente (At Close Range) (1986)
- Patty Hearst (1988)[2]
- El misterio von Bülow (Reversal of Fortune) (1990)
- El imperio del mal (Mobsters) (1991) (con Michael Mahem)
- El amante ideal (Dream Lover) (1993) (también director)
- Matilda (1996) (con Robin Swicord)
- Cosecha propia (Homegrown) (1998) (con Stephen Gyllenhaal)
- Fallen (1998)
- El hombre bicentenario (Bicentennial Man) (1999)
- Enough (2002)
- Toda la verdad (The Whole Truth) (2016)

## Premios y nominaciones
Premios Óscar
| Año  | Categoría            | Película              | Resultado |
| ---- | -------------------- | --------------------- | --------- |
| 1991 | Mejor guion adaptado | El misterio von Bülow | Nominado  |